# Edificio Montreal
El Edificio Montreal es un edificio residencial ubicado en la Zona Central de la ciudad de São Paulo (Brasil), en la confluencia de las avenidas Ipiranga y Cásper Líbero (antigua calle Conceição). Fue diseñado por Oscar Niemeyer en 1951 e inaugurado en 1954, siguiendo el calendario de las celebraciones del cuarto centenario de la capital paulista. Se compone de amplios monoambientes y su imponente fachada, cubierta por celosías, es un importante referente en el paisaje urbano del centro.
El Montreal es uno de los edificios proyectados por la oficina satélite que Niemeyer mantuvo en São Paulo en la década de 1950, bajo la dirección de Carlos Lemos, por encargo del Banco Nacional Imobiliário. Al igual que los demás edificios encargados por esta institución, buscó atender la demanda generada por el proceso de intensa verticalización de las zonas más céntricas de la ciudad. La división de los departamentos, estructurados como cocinetas, pretendía atraer a residentes solteros o parejas que llegaban a la ciudad en busca de las oportunidades generadas en este período de gran crecimiento económico.
La superficie total construida del edificio es de 41 600 m². Destaca la variación plástica de su fachada, determinada por las restricciones existentes en la época y por la ubicación del edificio, en la confluencia de dos vías. La fachada de la Avenida Ipiranga está cubierta con láminas de aluminio, mientras que el costado que da a la Avenida Cásper Líbero tiene láminas de color amarillo cadmio. En el vestíbulo de entrada, ubicado en el primer sótano, hay tres grandes paneles con mosaicos ejecutados por Di Cavalcanti.